# Alec Estlander
Alec Estlander, född 1 februari 1946, är en finlandssvensk teknologie licentiat som haft en rad ledande positioner inom miljöfrågor i Finland, inom forskning, förvaltning, som konsult, i internationellt samarbete samt i tredje sektorn.

## Biografi
Estlander blev diplomingenjör från Tekniska Högskolan år 1971 och teknologie licentiat 1981 med miljöteknologi som huvudämne. Han kallades år 1999 till ledamot av Svenska tekniska vetenskapsakademien i Finland
Estlander arbetade som Meteorologiska Institutets första ingenjör från 1971, och byggde upp Finlands nätverk för att studera fjärrtransport av luftföroreningar 1971–1972. År 1983 blev han vald till det nyetablerade miljöministeriets första chef för byrån för skydd mot luftföroreningar och buller, och därmed direktör. Åren 1987–1988 utarbetade han med stöd av Svavelkomissionen en serie förordningar, stödda på finsk teknologi, för att minska svavelutsläppen i Finland. Åren 1985–1989 var han sekreterare för forskningsprojektet Hapro:s styrgrupp, med ändamålet att studera försurningens effekter i Finland. Åren 1984-86 var han ordförande för OECD:s Air Management Group och 1986-89 Vice Chairman för EMEP, the UNECE European Monitoring and Evaluation Program.
1989 blev Estlander direktör på först Ekono och senare Pöyry, med uppgift att utveckla och tillämpa miljökonsultering för indutrin och förvaltningen. 1991–1992 var han direktör för forskningsprogrammet SIHTI, Energi och miljöteknologi. Åren 1999 till 2012 var Estlander först avdelningsdirektör och senare överingenjör på Finlands miljöcentral. Uppgiften var speciellt att utveckla och tillämpa styrmedel för industrin såsom miljökonsekvensutredningar och -auditeringar, BAT och EMAS samt emissionsinventarierna för luft- och klimatföroreningar. Estlander var med i styrgrupperna för flera F&U-projekt i Finland, t.ex. med VTT, och internationellt (t.ex. inom ECE, EU, COST, de baltiska länderna, Makedonien, Turkiet och Arabländerna). År 1999 deltog han i klimatförhandlingarna under UNFCCC.
2015 förlänades Estlander titeln miljöråd av Republikens President.

## Förtroendeuppdrag (i urval)
- Ordförande för teknisk-vetenskapliga samarbetsgruppen för miljövård med SEV-länderna 1974–1983
- Medlem i Finlands Akademis kommitté för miljövetenskaper 1980–1983
- President för International Union for Air Pollution Prevention Associations (IUAPPA) 1994–1995
- Medlem i styrelsen för Svenska tekniska vetenskapsakademien i Finland[2] 2003–2009, ansvarig för dess energiprojekt 2008-10
- Medlem i Tekniska Föreningen i Finland[3] samt dess och DIFF - Ingenjörerna i Finlands Etik- och Miljöutskott 2000, ordförande 2020–
- Medlem av styrelsen för K.H. Renlunds Stiftelse och ordförande för dess expertutskott 2021–

## Publikationer (i urval)
- Suomen rikkidioksidipäästöjen kehitys, Ilmatieteen laitos 1981
- Finland 2000. Den globala utvecklingens hot och möjligheter. Suomen Teknillinen Seura och Tekniska Föreningen i Finland (Alec Estlander och projektgrupp), 1982
- Ilmansuojelututkimuksen suuntaamisesta (Alec Estlander, Eija Lumme), Ympäristöministeriö, 1983
- SIHTI. Energy and environmental technology. Final report on the energy research programme 1991-1992. (Alec Estlander, Seppo Pietilä). Kauppa- ja teollisuusministeriö KTM,1993
- Teollisuuden CO2-toimien kustannustehokkuus – arvioita perusteollisuudesta (Alec Estlander, Fjalar Kommonen, Pentti Leino, Risto Palanterä), Kauppa- ja teollisuusministeriön tutkimuksia ja raportteja XX/1996